# Patrões Fora (1.ª temporada)
A primeira temporada de Patrões Fora foi exibida na SIC de 9 de janeiro a 6 de março de 2021.
Contou com João Baião, Maria João Abreu, José Raposo, Natalina José, Noémia Costa, Carlos Areia, Tiago Aldeia e Sofia Arruda nos papéis principais.

## Elenco

### Elenco principal
| Ator/Atriz       | Personagem                 |
| ---------------- | -------------------------- |
| João Baião       | Maria Odete Barata         |
| Maria João Abreu | Palmira Barata Silva       |
| José Raposo      | António José «Tozé» Barata |
| Natalina José    | Emília «Milita» Barata     |
| Noémia Costa     | Benvinda dos Anjos         |
| Carlos Areia     | Norberto Silva             |
| Tiago Aldeia     | Nelo Barata                |
| Sofia Arruda     | Cindy Costa                |

### Participação especial
| Ator/Atriz   | Personagem |
| ------------ | ---------- |
| Diana Chaves | Ela mesma  |
| João Baião   | Ele mesmo  |

### Artistas convidados
| Artista          | Personagem |
| ---------------- | ---------- |
| Toy              | Ele mesmo  |
| Daniela Ferrão   | Ela mesma  |
| Ana Malhoa       | Ela mesma  |
| Hernâni Carvalho | Ele mesmo  |
| Maria João Abreu | Ela mesma  |

### Elenco adicional
| Ator/Atriz        | Personagem               |
| ----------------- | ------------------------ |
| Luana Piovanni    | Juraci                   |
| Luís Aleluia      | Ernesto                  |
| Ricardo Raposo    | Xavier «Xavi»            |
| Francisco Macau   | Quebra Ossos             |
| Joana França      | Vitória Stephenie        |
| Raquel Tavares    | Vanda «Vandinha» Carioca |
| Diogo Valsassina  | Alexandre «Alex»         |
| Tiago Castro      | Jornalista               |
| Cecília Henriques | Jéssica                  |

## Episódios
| # | ## | Título                                          | Escrito por                                        | Exibição original       | Cód. de produção | Audiências (em milhões) |
| --- | -- | ----------------------------------------------- | -------------------------------------------------- | ----------------------- | ---------------- | ----------------------- |
| 1 | 1  | "Patrões Fora, Promessas de Ano Novo em Marcha" | Vera Sacramento, Roberto Pereira e Sérgio Henrique | 9 de janeiro de 2021    | 101              | 1.21                    |
| A casa voltou a encher-se para se descobrir traições e assinar papéis de divórcio. Adicional: Luana Piovanni como Juraci e Luís Aleluia como Ernesto |    |                                                 |                                                    |                         |                  |                         |
| 2 | 2  | "Patrões Fora, Casa Cheia"                      | Vera Sacramento, Roberto Pereira e Sérgio Henrique | 16 de janeiro de 2021   | 102              | 1.30                    |
| Os Patrões não estão em casa e por isso houve espaço para um evento muito especial! Adicional: Ricardo Raposo como Xavi |    |                                                 |                                                    |                         |                  |                         |
| 3 | 3  | "Patrões Fora, Odete na Presidência"            | Vera Sacramento, Roberto Pereira e Sérgio Henrique | 30 de janeiro de 2021   | 103              | 1.01                    |
| Depois do aniversário de Milita, Benvinda torna-se uma ameaça e só há uma solução: voltar a abrir as urnas e fazer eleições. Ausentes: Maria João Abreu como Palmira Silva e José Raposo como Tozé Barata Participação: João Baião como ele mesmo Duplo de Baião: Paulo Silva como Odete 2 e Baião 2                                |    |                                                 |                                                    |                         |                  |                         |
| 4 | 4  | "Patrões Fora, Assalto na Casa"                 | Vera Sacramento, Roberto Pereira e Sérgio Henrique | 6 de fevereiro de 2021  | 104              | 1.20                    |
| Quebra Ossos anda à solta e Milita é apanhada a meio do roubo do assaltante. O que será que lhe vai acontecer? Adicional: Francisco Macau como Quebra Ossos Artista Convidado: João Carlos Moleira como ele mesmo e Hernâni Carvalho como ele mesmo                                                                                 |    |                                                 |                                                    |                         |                  |                         |
| 5 | 5  | "Patrões Fora, Não Perderam Pela Demora"        | Vera Sacramento, Roberto Pereira e Sérgio Henrique | 13 de fevereiro de 2021 | 105              | 1.04                    |
| A família Barata foi escorraçada da Casa Feliz por Benvinda e a sua família, mas no final a vingança foi feita! Ausente: Carlos Areia como Norberto Silva Participação: João Baião como ele mesmo Adicional: Luís Aleluia como Ernesto e Joana França como Vitória Stephenie                                                        |    |                                                 |                                                    |                         |                  |                         |
| 6 | 6  | "Patrões Fora, Pipocas a Toda a Hora"           | Vera Sacramento, Roberto Pereira e Sérgio Henrique | 20 de fevereiro de 2021 | 107              | 1.08                    |
| A família Barata não vai perder o último episódio de Golpe de Sorte, mas antes há tarefas por acabar e um grande mistério por resolver, até porque as semelhanças entre a Palmira e a protagonista da série, têm de ser tiradas a limpo. Artista Convidada: Maria João Abreu como ela mesma Adicional: Tiago Castro como jornalista |    |                                                 |                                                    |                         |                  |                         |
| 7 | 7  | "Patrões Fora, é Benvinda a Toda a Hora"        | Vera Sacramento, Roberto Pereira e Sérgio Henrique | 27 de fevereiro de 2021 | 108              | 0.71                    |
| Cindy e Nelo anunciam o noivado à família, mas o anúncio mais bombástico acaba de chegar! A ex do Nelo aparece grávida e diz que este é o pai da criança, será mesmo? Adicional: Cecília Henriques como Jéssica |    |                                                 |                                                    |                         |                  |                         |
| 8 | 8  | "Patrões Fora, Mandam as Mulheres Agora"        | Vera Sacramento, Roberto Pereira e Sérgio Henrique | 6 de março de 2021      | 109              | 0.76                    |
| Os Barata dão folga às mulheres para jogar à sueca. O jogo pode virar, mas ganha quem tiver o maior trunfo! Será que é desta que a Benvinda vence? Ausente: Maria João Abreu como Palmira Silva Adicional: Luís Aleluia como Ernesto                                                                                                |    |                                                 |                                                    |                         |                  |                         |